# Paranemonia vouliagmeniensis

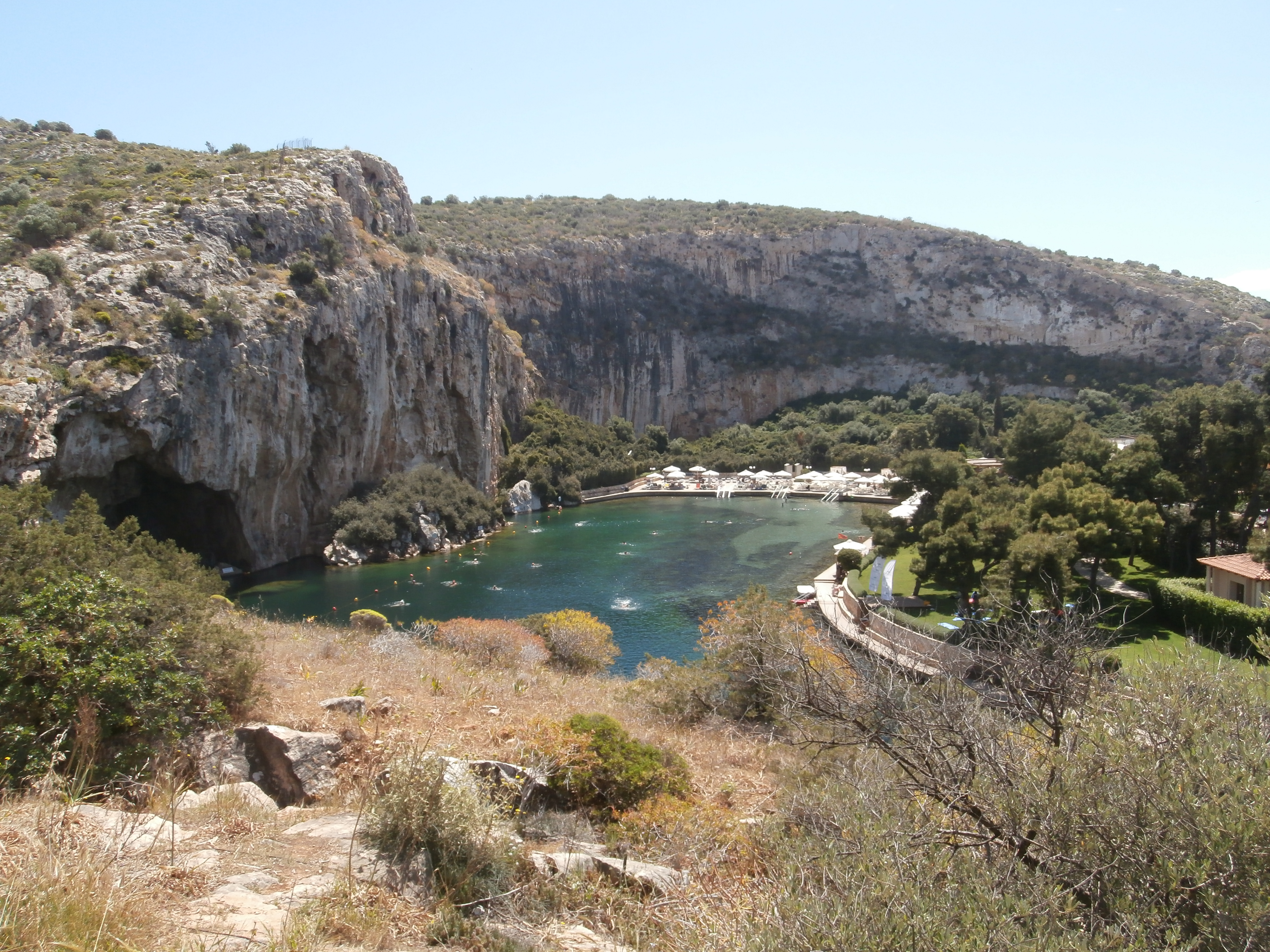
Sjön Vouliagmeni, där arten förekommer.

Paranemonia vouliagmeniensis är en liten havsanemonart som är endemisk för Grekland och sjön Vouliagmeni som ligger söder om Vouliagmeni, en sydlig förort till Aten, nära Saroniska buktens kust. Arten beskrevs av Doumenc, England och Chintiroglou 1987 och ingår i släktet Paranemonia och familjen Actiniidae. IUCN kategoriserar arten som starkt hotad. Den bedöms som starkt hotad utifrån att den bara förekommer på en plats och på grund av att sjöns status som ett spa inverkar negativ på artens habitat och population, som har minskat mycket. Enligt en bedömning hade populationen minskat med 50 % vid omkring mitten av 2010-talet, jämfört med i början av 2000-talet. 2009 listades arten som sårbar på Greklands rödlista.

## Ekologi
Sjön Vouliagmeni har rätt unika miljömässiga förhållanden. Sjön ligger i ett karstlandskap och bildades för omkring 2 000 år sedan. Den skiljs från havet av en landremsa, men förses med varmt havsvatten 
(28–35°C) genom en kanal i form av underjordiska, översvämmande grottor. Temperaturen i sjön, eller lagunen, som den ibland kallas, faller därför aldrig under 18°C, och brukar hålla sig mellan 21–24°C. Sjön får samtidigt färskvatten genom ett litet vattendrag, vilket minskar dess salthalt till nivåer för bräckt vatten.
Arten lever i sjön på 0,1–11 meters djup. Den är en liten havsanemon som bara blir omkring en centimeter i diameter. Den fäster sig på både på hårda och mjuka substrat och livnär sig på små kräftdjur och snäckor, som den fångar med tentaklerna. Arten har en livscykel om ungefär fem år med två migrationsfaser. Den första fasen innebär att de unga individerna flyttar från grundare vatten till djupare vatten, för att söka bättre föda, skydd och undvika inomartslig konkurrens, och den andra fasen innebär att de fullvuxna individerna flyttar tillbaka till grundare vatten. På grundare vatten lever arten främst på olika grova sediment (sand, grus, småsten) och steniga bottnar. På djupare vatten är den ofta en epibiont som lever fäst på bålen på större alger och på sjögräs. Även hårda artificiella (människoskapade) substrat, fungerar som underlag för anemonen. Artens reproduktionsperiod stäcker sig från vintern till sen vår.

## Hot
Sjön Vouliagmeni exploateras som ett spa året runt. Även om det finns många regler för badande i sjön, till exempel förbud mot användande av solkräm, har det regelbundna underhållet av spaområdet, särskilt i och med moderna krav och tekniker, orsakat allvarliga störningar av anemonens habitat och på dess population. Städning av sjöbottnen med borttagande av alger och sjögräs för badgästernas skull, gör att många unga anemoner dör, och större anemoner, som finns på grundare vatten, utsätts för tramp. Sand och grus sprids också ut för badgästernas skull, något som också påverkar arten negativt. Sjön är upptagen som en del i ett Natura 2000-område och har förklarats som ett nationellt naturmonument, men bättre övervakning och en plan för bevarande av sjöns hela ekosystem samt mer implementering av naturvårdsåtgärder för att bevara sjöns flora och fauna behövs.